# Zasole

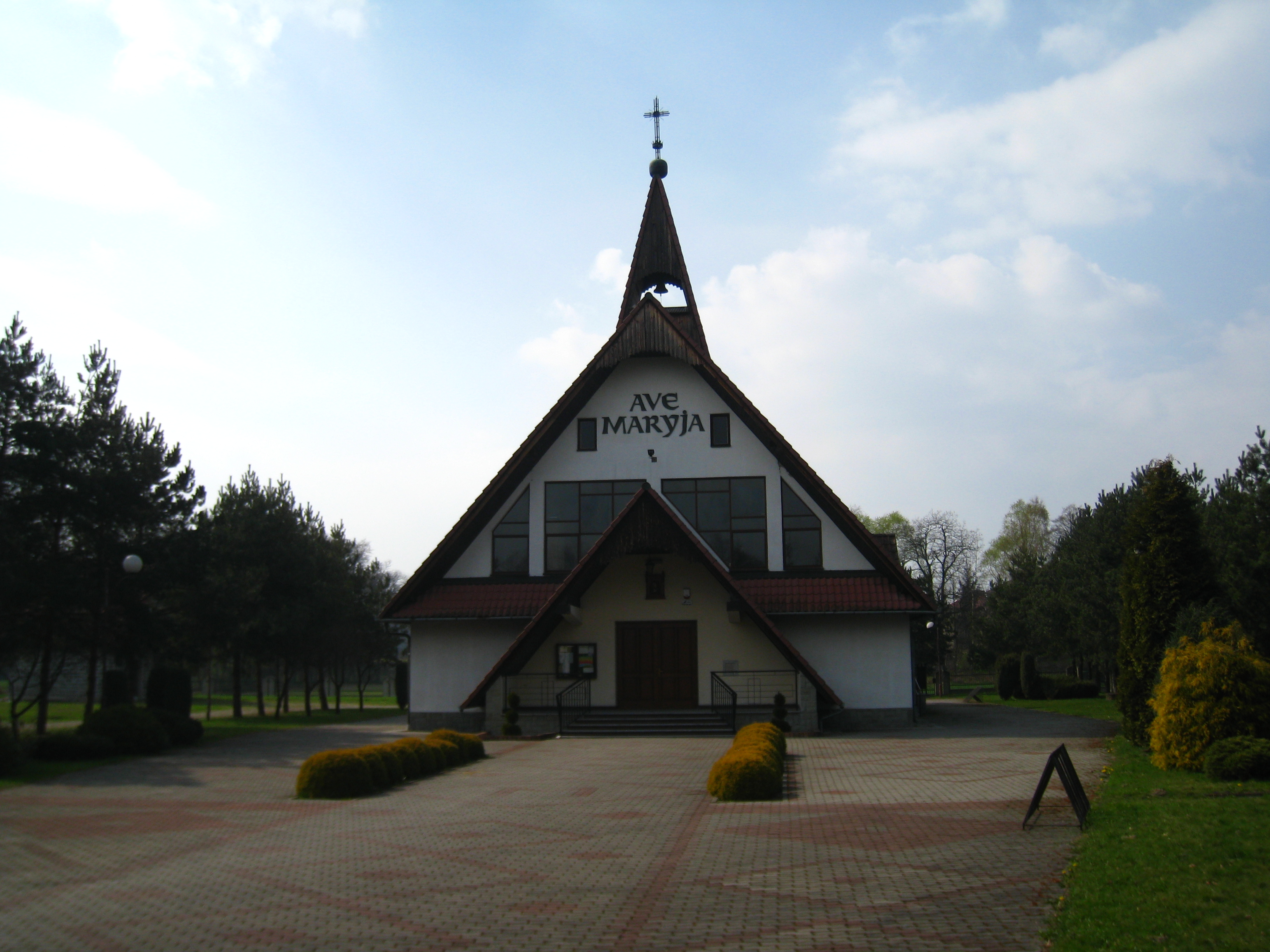
Katholische Kirche

Zasole ist eine Ortschaft mit einem Schulzenamt der Gemeinde Brzeszcze im Powiat Oświęcimski der Woiwodschaft Kleinpolen in Polen.

## Geografie
Zasole liegt im Auschwitzer Becken (Kotlina Oświęcimska) am linken Ufer der Soła, etwa 18 km nordöstlich von Bielsko-Biała und 55 km südwestlich von Kraków im Powiat (Kreis) Oświęcim.
Nachbarorte sind Przecieszyn und Skidziń im Norden, Łęki im Osten, Zasole Bielańskie im Süden, Jawiszowice im Westen.

## Geschichte
Da der Ort nicht allzu weit von der Stadt Oświęcim und vom späteren KZ Auschwitz gelegen ist, gingen die administrativen Zeiten zwischen den Weltkriegen, die Gründung der Buna-Werke der IG Farben AG und Zeit der Judenvernichtung im Zweiten Weltkrieg nicht ohne Wirkungen auf die Entwicklung des Orts vorbei. Die Geschichte des KZs erwähnt dies wie folgt:

„1917: In Lazy in Zasole wird in der Nähe des Regierungsgästehauses Oświęcim-Rajsko eine neue, als Neustadt (Nowe Miasto) oder Oświęcim III bezeichnete Barackensiedlung erstellt. Dort befand sich unter anderem das Inlandsarbeitsamt für saisonale und ständige Wanderarbeiter. Zwischen dem Ersten und dem Zweiten Weltkrieg diente ein Teil der Gebäude zur Aufnahme polnischer Flüchtlinge aus Cieszyn [ Olsagebiet ], und in einem anderen Teil war eine polnische Kaserne untergebracht. Im Jahr 1940 richteten die Deutschen hier das Konzentrationslager Auschwitz ein.“

Bis 1952 war der Ort ein Weiler von Łęki und wurde Łęki – Zasole genannt. Der Name bedeutet [die Stelle] hinter Soła ([miejsce] za Sołą). Im Jahre 1953 wurde es ein unabhängiges Dorf in der Gemeinde Nowa Wieś. Seit 1954 gehörte es zur Gromada Przecieszyn, seit 1973 zur Gemeinde Jawiszowice im Powiat Oświęcimski, seit 1975 zur Gemeinde Brzeszcze.
Von 1975 bis 1998 gehörte Zasole zur Woiwodschaft Kattowitz.